# Mantellias pubicornis
Mantellias pubicornis är en bönsyrseart som beskrevs av John Obadiah Westwood 1889. Mantellias pubicornis ingår i släktet Mantellias och familjen Thespidae. Inga underarter finns listade i Catalogue of Life.